# Calliergonella cuspidata
Espèce
Synonymes
- Acrocladium cuspidatum (Hedw.) Lindb.[2]
- Amblystegium cuspidatum (Hedw.) Mitt.[1]
- Calliergon cuspidata var. pungens (Schimp.) Warnst.[2]
- Calliergon cuspidatum var. brevifolium Sanio ex Warnst.[2]
- Calliergon cuspidatum var. umbrosum (Loeske) Warnst.[2]
- Calliergon cuspidatum (Hedw.) Kindb.[2]
- Calliergonella conardii Lawt.[2]
- Calliergonella cuspidata var. pungens (Schimp.) Latz.[2]
- Calliergonella cuspidata var. umbrosus (Loeske) Warnst.[2]
- Cuspidaria fulvo-acuta Müll. Hal.[1]
- Hypnum cuspidatum Hedw.[1]
- Hypnum dolosum De Not.[1]
- Hypnum heterophyllum Huebener[1]

Calliergonella cuspidata est une espèce de mousses de la famille des Hypnaceae.

## Liste des variétés
Selon The Plant List (9 janvier 2018) :
- variété Calliergonella cuspidata var. angustissima (Mönk.) Podp.
- variété Calliergonella cuspidata var. major (Podp.) Podp.
- variété Calliergonella cuspidata var. mollis (H. Klinggr.) Riehm.
- variété Calliergonella cuspidata var. pungens (Schimp.) Latzel

Selon Tropicos (9 janvier 2018) (Attention liste brute contenant possiblement des synonymes) :
- variété Calliergonella cuspidata var. angustissima (Mönk.) Podp.
- variété Calliergonella cuspidata var. brevifolia (Warnst.) Latzel
- variété Calliergonella cuspidata var. caespitosum (H. Whitehouse) Jansen & Wacht.
- variété Calliergonella cuspidata var. fluitans (H. Klinggr.) Riehm.
- variété Calliergonella cuspidata var. laxum (Warnst.) Latzel
- variété Calliergonella cuspidata var. major (Podp.) Podp.
- variété Calliergonella cuspidata var. mollis (H. Klinggr.) Riehm.
- variété Calliergonella cuspidata var. patens (Podp.) Pavletić
- variété Calliergonella cuspidata var. pungens (Schimp.) Latzel
- variété Calliergonella cuspidata var. reptans (Warnst.) Riehm.